# Symplocos insignis
Symplocos insignis är en tvåhjärtbladig växtart som beskrevs av August Brand. Symplocos insignis ingår i släktet Symplocos och familjen Symplocaceae. Inga underarter finns listade i Catalogue of Life.